# Dram (monnaie)
Pour les articles homonymes, voir Dram et AMD.
Le dram (AMD selon la norme ISO 4217 ; signe : ֏ ; en arménien Դրամ) est l'unité monétaire officielle de l'Arménie depuis le 22 novembre 1993. Le dram arménien est subdivisé en 100 loumas (լումա). La signe est dérivée du lettre da, son initiale.

## Taux de change
Taux de change en date du 17 septembre 2024 :
- 1 USD = 390,02 AMD
- 1 EUR = 434,22 AMD
- 1 GBP = 509,08 AMD
- 1 RUB = 4,22 AMD
- 1 JPY = 2,74 AMD
- 1 GEL = 142,8 AMD

## Histoire
À la suite de la déclaration d'indépendance de la République d'Arménie, le 23 août 1990, après la chute de l'Union soviétique et de la fin du rouble soviétique, les pays membres de la CEI tentent l'adoption d'une monnaie commune, le rouble russe. Mais face aux difficultés de maintenir la stabilité de la zone monétaire dans la situation politique et économique des pays post-soviétiques et à la suite de la réforme monétaire russe en 1993, l'union s'effondre. Les États membres, Kazakhstan, Ouzbékistan, Turkménistan, Moldavie, Arménie et Géorgie, sont écartés et obligés de se doter d'une nouvelle unité monétaire. L'Arménie est une des dernières à le faire, et le dram est instauré le 22 novembre 1993.
Le nom de cette nouvelle monnaie est arrêté le 27 mars 1992 et les premiers dessins sont proposés. C'est la banque centrale d'Arménie qui est chargée d'émettre les premiers billets et de frapper les premières pièces. La première série de billets de 10, 25, 50, 100 et 200 drams est mise en circulation le 22 novembre 1993 et les premières pièces de 10, 20, 50 luma et 1, 3, 5, 10 drams introduites en 1994. La même année, le billet de 1 000 drams est ajouté à la série, puis celui de 5 000 en 1995.
Avec une forte inflation dans les années 1990, le dram subit une forte dévaluation dans le courant des années qui suivent sa mise en circulation. Ainsi, les pièces de monnaie connaitront une seconde série en 2003, avec l'introduction de nouvelles valeurs de 10, 20, 50, 100, 200 et 500 ֏, tandis que les billets profiteront de deux nouvelles séries en 1998 et 2018.

## Les pièces de monnaie

### Première série (1994)
La première série de pièces de 10, 20 et 50 luma et de 1, 3, 5 et 10 drams est introduite à partir du 21 février 1994.

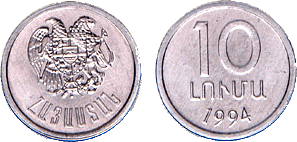
10 loumas.
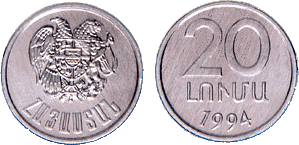
20 loumas.
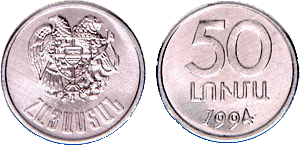
50 loumas.
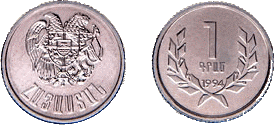
1 dram.
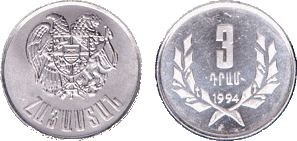
3 drams.
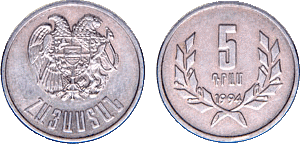
5 drams.
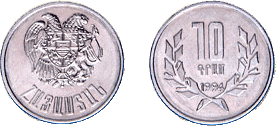
10 drams.

### Seconde série
Une nouvelle série de pièces est frappée au début des années 2000, avec la mise en circulation de la pièce de 20 drams dès le 1er janvier 2003, de celles de 50, 100, 200 et 500 drams le 31 mars 2003 et de celle de 10 drams le 1er décembre 2004. Les pièces de la première série cessent alors d'être produites. Contrairement aux billets de banque, toutes les pièces de cette seconde série conserveront les mêmes spécificités techniques que celles de la première, excepté pour la pièce de 10 ֏ dont les caractéristiques techniques et le design ont été totalement revus.

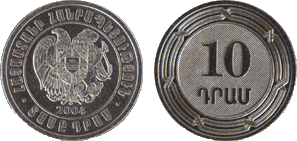
10 drams.
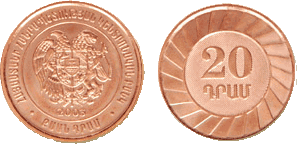
20 drams.
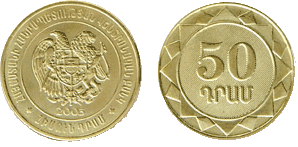
50 drams.
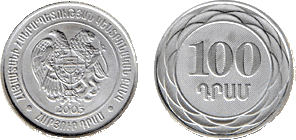
100 drams.
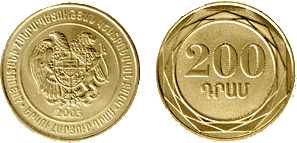
200 drams.
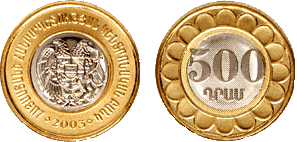
500 drams.

## Les billets de banque

### Première série (1993–1995)
Une première série de billets de 10, 25, 50, 100 et 200 drams est mise en circulation le 22 novembre 1993. Y seront ajoutés les billets de 500 ֏ en mars 1994, 1 000 ֏ le 24 octobre 1994 et 5 000 ֏ le 6 septembre 1995. Pour cette première série, il est décidé d'illustrer les billets avec des images de monuments arméniens, modernes ou anciens, représentant la culture et l'architecture du pays.
Les billets de 10, 25, 20, et 100 ֏ ne sont plus en circulation depuis le 1er janvier 2004, ceux de 1000 depuis le 1er mars 2004, ceux de 200 depuis le 1er avril 2004, ceux de 5000 depuis le 1er juillet 2005 et ceux de 500 depuis le 1er septembre 2005.

### Deuxième série (1998 – 2017)
Une seconde série de billets (50, 100, 500, 1 000, 5 000 et 20 000 drams) est émise en 1998 et 2003 à la suite de la dévaluation de la monnaie. Rapidement, les coupures de 50, 100 et 500 ֏ se raréfient au profit des nouvelles pièces de mêmes valeurs. Un billet commémoratif de 50 000 drams a été émis le 4 juin 2001 à l’occasion du 1700e anniversaire de l’adoption du christianisme en Arménie. En 2009, des billets de 100 000 drams ont été mis en circulation à l'effigie du roi Abkar V.
Les billets de cette série représentent des personnalités ayant fortement contribué à la culture et l'histoire du pays au recto et des œuvres architecturales arméniennes au verso :
- billet de 50 ֏ : le compositeur Aram Khatchatourian[10].
- billet de 100 ֏ : l'astronome et astrophysicien Viktor Ambartsumian[11]..
- billet de 500 ֏ : l'architecte Alexandre Tamanian[12].
- billet de 1 000 ֏ : le poète Yéghiché Tcharents[13].
- billet de 5 000 ֏ : le poète Hovhannès Toumanian[14].
- billet de 10 000 ֏ : le poète Avetik Issahakian[15].
- billet de 20 000 ֏ : le peintre Martiros Sarian[16].
- billet de 50 000 ֏ : la cathédrale Sainte-Etchmiadzin[17].
- billet de 100 000 ֏ : le roi d'Osroène Abgar V[18].

### Troisième série (depuis 2018)
En 2018, afin de commémorer le vingt-cinquième anniversaire de la monnaie arménienne, une troisième série de billets est introduite. Outre une nouvelle composition en papier et polymère pour plus de qualité, un nouveau design est introduit. Les valeurs sont inchangées par rapport à la précédente série mais un nouveau billet fait son apparition, celui de 2 000 ֏. Le billet de 100 000 ֏ est abandonné. Les billets de 10 000, 20 000 et 50 000 ֏ sont mis en circulation le 22 novembre 2018, ceux de 1 000, 2 000 et 5 000 ֏ le 25 décembre suivant. Une note commémorative de 500 drams a été émise le 22 novembre 2017 pour commémorer l’histoire de l’Arche de Noé.
Les nouveaux billets représentent des personnalités arméniennes ou de la diaspora :
- billet de 500 ֏ : reliquaire contenant un fragment de Arche de Noé et la cathédrale Sainte-Etchmiadzin avec le Mont Ararat.
- billet de 1 000 ֏ : le poète Parouir Sévak.
- billet de 2 000 ֏ : le joueur d'échecs Tigran Petrossian.
- billet de 5 000 ֏ : l'écrivain William Saroyan.
- billet de 10 000 ֏ : le prêtre et chantre Komitas.
- billet de 20 000 ֏ : le peintre Ivan Aïvazovski.
- billet de 50 000 ֏ : le catholicos Saint Grégoire Ier l'Illuminateur.